# Kniptjärnen (Piteå socken, Norrbotten)
Kniptjärnen är en sjö i Arvidsjaurs kommun och Piteå kommun i Norrbotten och ingår i Åbyälvens huvudavrinningsområde. Sjön har en area på 0,0728 kvadratkilometer och ligger 392,9 meter över havet.

## Delavrinningsområde
Kniptjärnen ingår i det delavrinningsområde (727416-169822) som SMHI kallar för Mynnar i Sodokselet. Medelhöjden är 383 meter över havet och ytan är 5,09 kvadratkilometer. Det finns inga avrinningsområden uppströms utan avrinningsområdet är högsta punkten. Vattendraget som avvattnar avrinningsområdet har biflödesordning 2, vilket innebär att vattnet flödar genom totalt 2 vattendrag innan det når havet efter 106 kilometer. Avrinningsområdet består mestadels av skog (92 procent). Avrinningsområdet har 0,43 kvadratkilometer vattenytor vilket ger det en sjöprocent på 8,4 procent.